# ساندرا جنکینز
ساندرا جنکینز (انگلیسی: Sandra Jenkins؛ زادهٔ ۲۰ ژوئیهٔ ۱۹۶۱) ورزشکار کرلینگ اهل کانادا است.